# 西普塔
西普塔（原名拉美西斯·西普塔）是古埃及新王国时期第十九王朝的第七代法老。其父亲身份待考证，推测为塞提二世或者阿蒙麦西斯，但由于西普塔即位后第二年将其诺门名改为麦伦普塔·西普塔，西普塔也被认为时麦伦普塔的幼子。如若情况属实，西普塔和塞提二世为同父异母的兄弟。
西普塔并未被立为储君，但在年幼时塞提二世死后就继位为法老，具体日期在12月左右。